# O hipopotamie, który bał się szczepień
O hipopotamie, który bał się szczepień (ros. Про бегемота, который боялся прививок) – radziecki krótkometrażowy film animowany z 1966 roku w reżyserii Leonida Amalrika oparty na podstawie bajki Milosza Macourka O hipopotamie, który bał się szczepienia.

## Nagrody
- 1967 – Nagroda Ministerstwa Edukacji Iranu na II Międzynarodowym Festiwalu Filmów dla Dzieci w Teheranie